# Tompall Glaser
Thomas Paul „Tompall“ Glaser (* 3. September 1933 in Spalding, Nebraska; † 13. August 2013 in Nashville, Tennessee) war ein US-amerikanischer Countrysänger, der zur Outlaw-Bewegung der Country-Musik gehörte.

## Karriere
Tompall Glaser trat zunächst unter anderem mit seinen Brüdern Chuck und Jim als Tompall & the Glaser Brothers auf und schrieb Songs für andere Musiker, darunter 1959 für Jimmy C. Newman den Top-10-Hit You’re Makin’ a Fool out of Me, 1964 für Flatt & Scruggs I Don’t Care Anymore und 1966 konnte sich Bobby Bare mit dem Glaser/Howard-Song The Streets of Baltimore in den Top 5 der Country-Charts platzieren. 1969 gründeten die Glaser Brothers ihre eigene Plattenfirma, die zum Zentrum der aufkommenden Outlaw-Bewegung wurde, und einen Musikverlag. Zwischen 1967 und 1972 konnten sie zwölf für MGM Records aufgenommene Singles in den Top 40 der Country-Charts platzieren. Ihre Single California Girl (And The Tennessee Square) erreichte kurzfristig sogar eine Platzierung in den Pop-Charts.
1973 trennten sich die Glaser Brothers zunächst und es erschien Tompall Glasers erstes nennenswertes Soloalbum Charlie. Nach einigen wenig erfolgreichen Singles gründet Glaser 1975 die Outlaw Band, die aus Fred Newell (E-Gitarre), Mel Brown (E-Gitarre Lead), Ted Reynolds (Bass), Ben Keith (Dobro) und Charles Polk (Drums) bestand. 1976 erschien das Album The Great Tompall and His Outlaw Band und er steuerte zum Album Wanted: The Outlaws, an dem auch Waylon Jennings, Jessi Colter und Willie Nelson beteiligt waren, die Cover-Songs T for Texas (von Jimmie Rodgers) und Put Another Log on the Fire (von Shel Silverstein) bei.
Glasers folgende Alben und Singles waren nur mäßig erfolgreich. Von 1979 bis 1983 trat er erneut mit den Glaser Brothers auf. In diesen Jahren erreichten fünf bei Elektra Records erschienene Singles die Top 40 der Country-Charts, darunter Loving Her Was Easier (Than Anything I'll Ever Do Again), die Platz zwei der Charts erreichte. 1986 veröffentlichte er wieder ein Soloalbum, Nights on the Borderline. In seinen späten Jahren arbeitete Tompall Glaser in seinem Tonstudio in Nashville und förderte Nachwuchsmusiker.

## Diskografie

### Soloalben
| Jahr | Titel                                 | Höchstplatzierung, Gesamtwochen, AuszeichnungChartsChartplatzierungen (Jahr, Titel, Platzierungen, Wochen, Auszeichnungen, Anmerkungen) | Anmerkungen |
| Jahr | Titel                                 | Country | Anmerkungen |
| ---- | ------------------------------------- | --- | ----------- |
| 1976 | The Great Tompall and His Outlaw Band | Country13 (14 Wo.)Country |             |
| 1977 | Tompall Glaser & His Outlaw Band      | Country38 (5 Wo.)Country |             |

Weitere Alben
- 1973: Charlie
- 1974: Take the Singer with the Song
- 1975: Tompall (Sings the Songs of Shel Silverstein)
- 1977: The Wonder of It All
- 1986: Nights on the Borderline
- 1992: The Rogue
- 1992: The Outlaw
- 2001: The Best of Tompall Glaser & the Glaser Brothers
- 2006: My Notorious Youth
- 2007: Outlaw to the Cross

### Kollaborationen
| Jahr | Titel               | Höchstplatzierung, Gesamtwochen, AuszeichnungChartplatzierungen (Jahr, Titel, Platzierungen, Wochen, Auszeichnungen, Anmerkungen) | Höchstplatzierung, Gesamtwochen, AuszeichnungChartplatzierungen (Jahr, Titel, Platzierungen, Wochen, Auszeichnungen, Anmerkungen) | Anmerkungen                                       |
| Jahr | Titel               | US | Country | Anmerkungen                                       |
| ---- | ------------------- | --- | --- | ------------------------------------------------- |
| 1976 | Wanted! The Outlaws | US10 ×2Doppelplatin · (51 Wo.)US                                                                                                  | Country1 (187 Wo.)Country | mit Waylon Jennings, Willie Nelson & Jessi Colter |

### Singles
| Jahr | Titel Album | Höchstplatzierung, Gesamtwochen, AuszeichnungChartsChartplatzierungen (Jahr, Titel, Album, Platzierungen, Wochen, Auszeichnungen, Anmerkungen) | Anmerkungen                     |
| Jahr | Titel Album | Country | Anmerkungen                     |
| ---- | --- | --- | ------------------------------- |
| 1973 | Bad, Bad, Bad Cowboy Charlie                                                                                    | Country77 (7 Wo.)Country |                                 |
| 1974 | Texas Law Sez Take the Singer with the Song                                                                     | Country96 (5 Wo.)Country |                                 |
| 1974 | Musical Chairs Tompall (Sings the Songs of Shel Silverstein)                                                    | Country63 (8 Wo.)Country |                                 |
| 1975 | Put Another Log on the Fire (The Male Chauvinist National Anthem) Tompall (Sings the Songs of Shel Silverstein) | Country21 (19 Wo.)Country | als Tompall                     |
| 1976 | T for Texas Wanted! The Outlaws                                                                                 | Country36 (9 Wo.)Country | als Tompall and His Outlaw Band |
| 1977 | It’ll Be Her Tompall Glaser & and His Outlaw Band                                                               | Country45 (9 Wo.)Country |                                 |
| 1977 | It Never Crossed My Mind The Wonder of It All                                                                   | Country91 (3 Wo.)Country |                                 |
| 1978 | Drinking Them Beers The Wonder of It All                                                                        | Country79 (6 Wo.)Country |                                 |